# Beschermd bergmassief Svydovetsky
Het beschermde bergmassief Svydovetsky, of kortweg Svydovets, (Oekraïens: Свидовецький заповідний масив) is gelegen in het bergmassief Svydovets dat ligt in het Karpatisch Biosfeerreservaat in de oblast Transkarpatië van Oekraïne. Svydovets maakt sinds 2007 ook deel uit van de werelderfgoedinschrijving Oude en voorhistorische beukenbossen van de Karpaten en andere regio's van Europa van UNESCO.

## Algemene informatie
Het gebied varieert qua hoogte tussen de 350 en 1.883 meter. De hoogste bergtop in het beschermde bergmassief Svydovetsky is de Blyznytsja (1.883 meter). De klimatologische omstandigheden op de zuidelijke hellingen zijn ideaal voor de groei van beukenbossen. Deze komen hier voor tot op een hoogte van 1.380 meter. Op de noordelijke hellingen zijn gemengde bossen te vinden die voornamelijk bestaan uit fijnsparren (Picea abies) en beuk (Fagus sylvatica). Vanaf 1.100 meter en hoger worden de gemengde bossen vervangen voor pure fijnsparrenbossen. De ondergroei van zulke bossen wordt vaak gevormd door dennenwolfsklauw (Huperzia selago). In de subalpiene zone zijn vooral groene els (Alnus viridis) en jeneverbes (Juniperus communis) aanwezig. Het korhoen (Lyrurus tetrix) is een zeldzame vogel die in de subalpiene zone voorkomt. In de alpiene zone van de Blyznytsja groeien vooral vaatplanten, mossen en korstmossen die in een hooggebergteklimaat kunnen gedijen, zoals rozewortel (Rhodiola rosea) zilverkruid (Dryas octopetala), vouwlelie (Lloydia serotina) en alpenaster (Aster alpinus).

## Fotogalerij

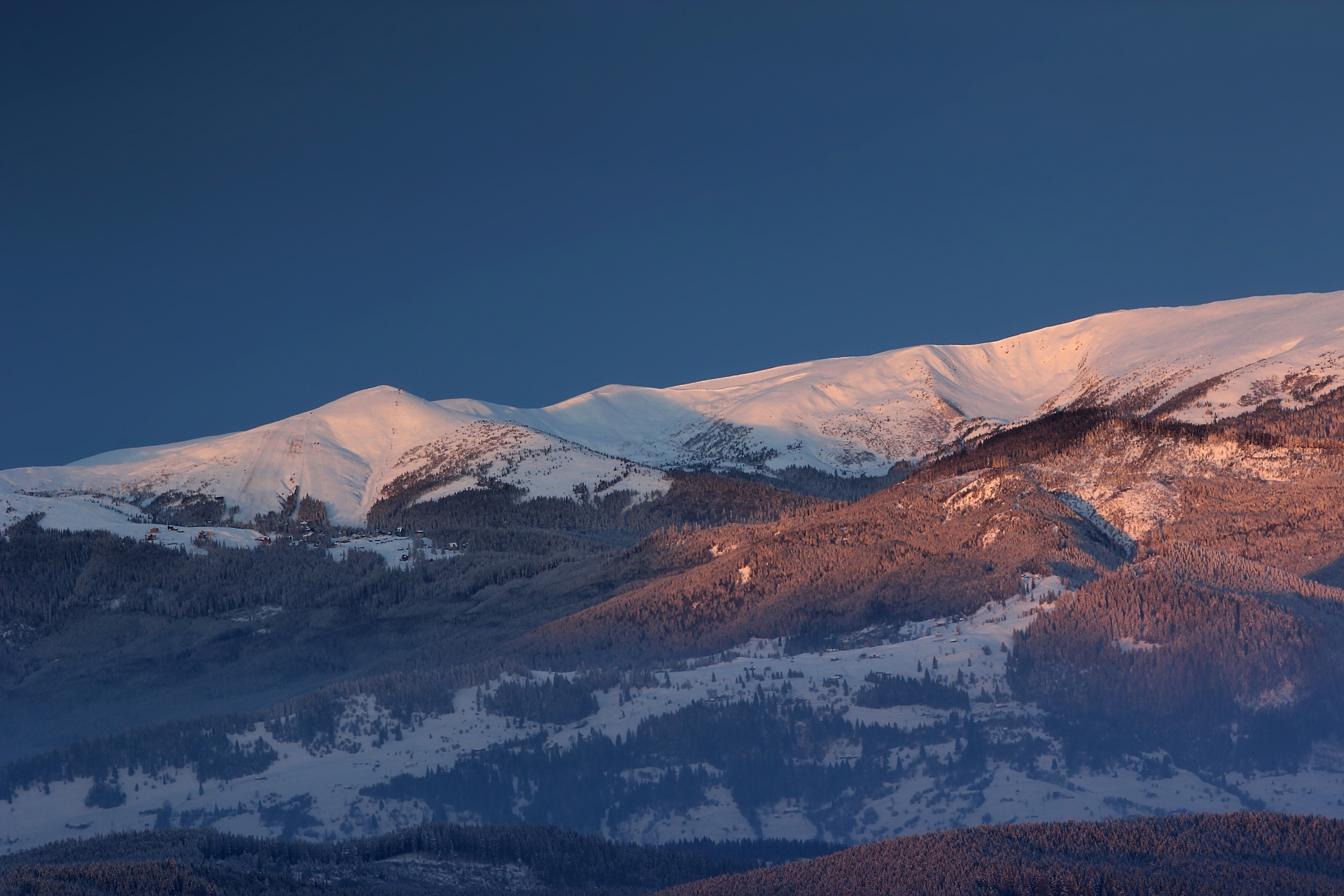
Berghelling van de Svydovets in de winter.
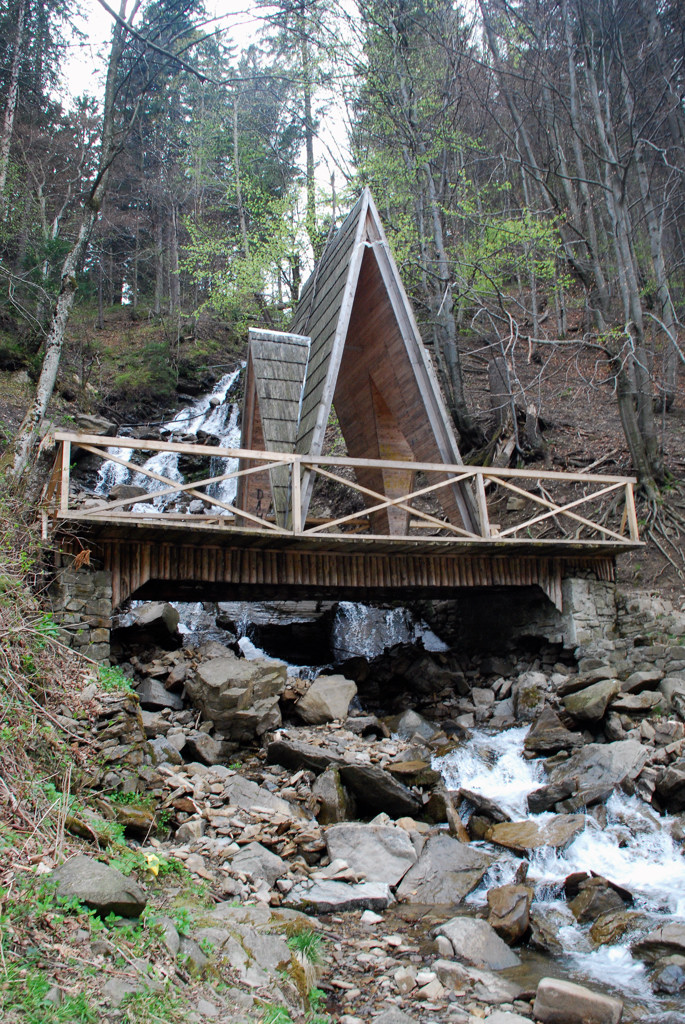
Uitzichtplatform over de waterval «Troefanets».
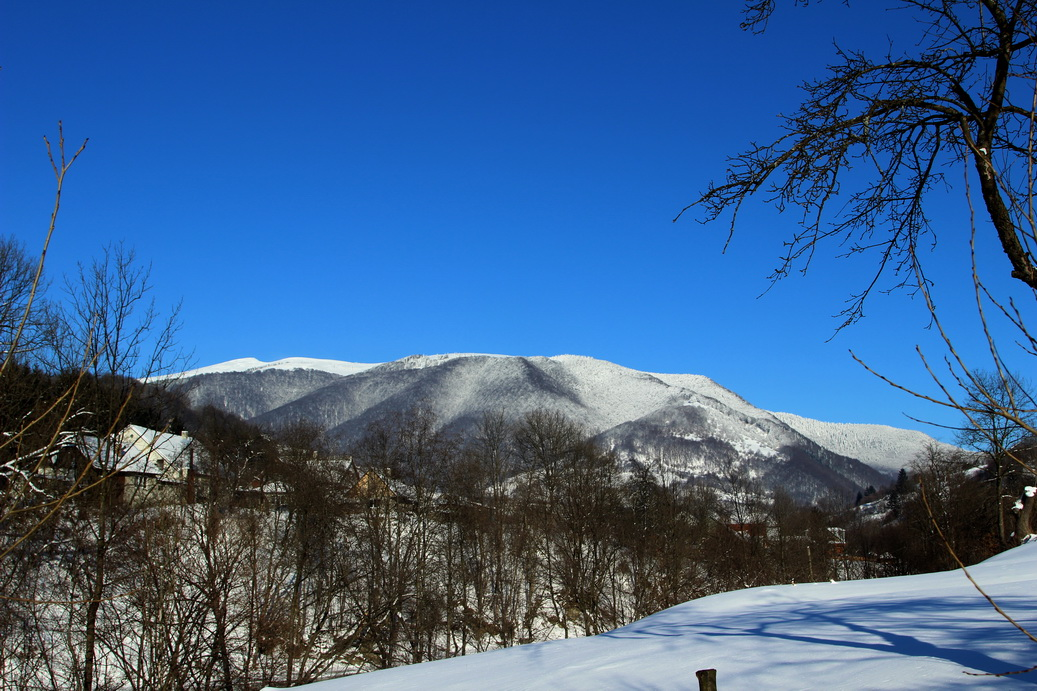
Uitzicht op de Blyznytsja.
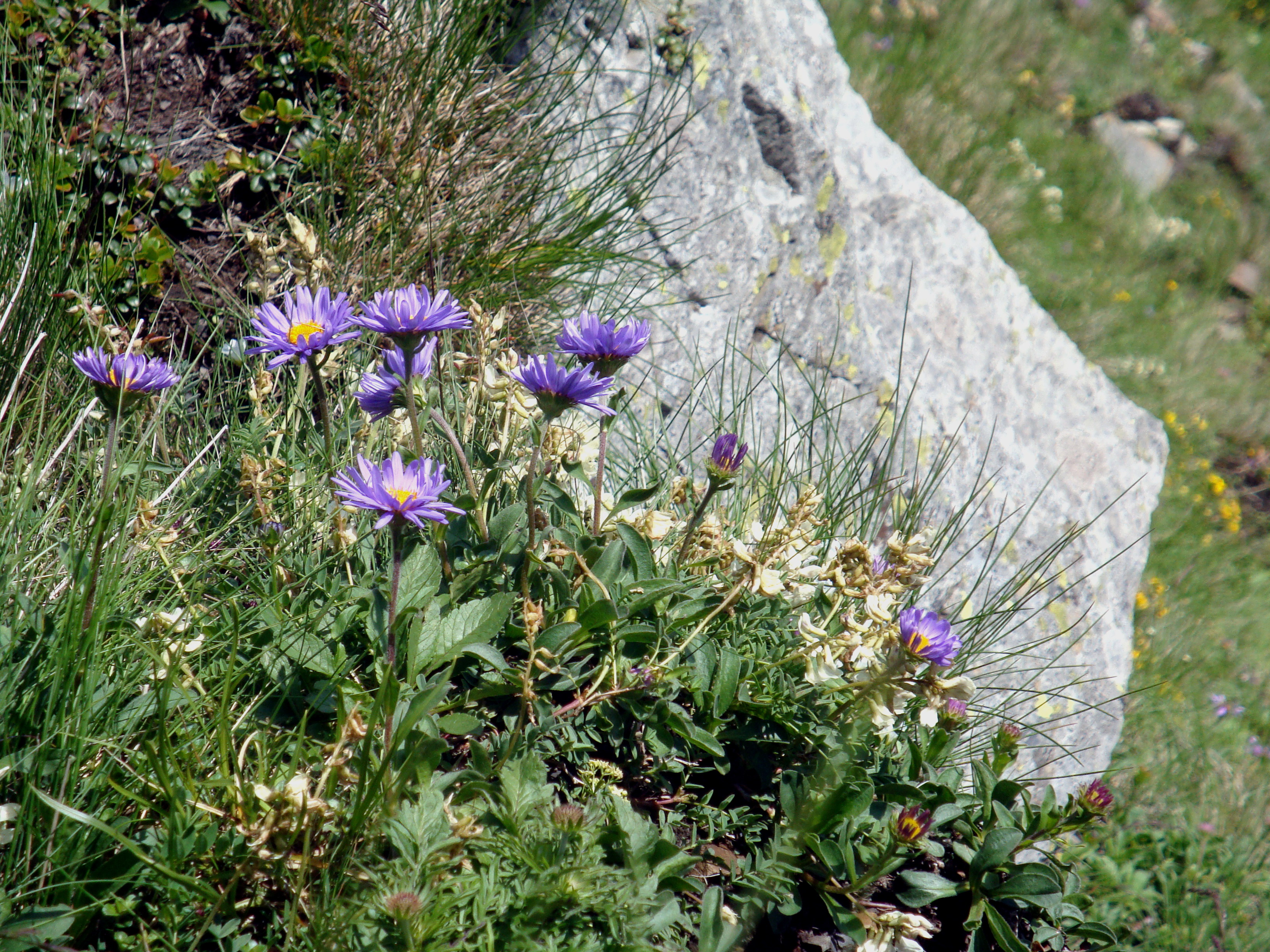
Alpenaster (Aster alpinus) op de helling van de Blyznytsja.